# Nyílt világ feltételezés
A formális logikában a "nyílt világ feltételezés" annak feltételezése, hogy egy állítás igazságértéke független attól, hogy azt bármely egyedi megfigyelő vagy ágens igaznak ismeri-e vagy sem. Ez a "zárt világ feltételezésnek" az ellentéte, ami úgy tartja, hogy azok az állítások, melyekről nem tudjuk, hogy igazak, hamisak. A "nyílt világ feltételezést" (Open World Assumption - OWA) a tudásreprezentációban arra használják, hogy rögzítsék azt az informális megjegyzést, miszerint általában egyetlen egyedi megfigyelőnek sincs teljes tudása, így nem feltételezheti a zárt világot. Az OWA lehatárolja az ágens által tehető következtetéseket és levezetéseket azokra, melyek az ágens által igaznak tudott állításokból következnek. Ezzel ellentétben a zárt világ megengedi, hogy az ágens - az állítás igaz voltának ismerte hiányában - bármi olyasmira következtessen, ami az állítás hamis voltából következne.
Heurisztikus módon a nyílt világ feltételezést alkalmazzuk akkor, amikor a rendszer megismerése közben reprezentáljuk a benne szereplő tudást, továbbá ahol nem biztosíthatjuk, hogy már megismertünk, vagy meg fogunk ismerni minden információt. Az OWA-ban a rendszerben explicit módon nem rögzített, vagy a rögzítettekből nem következő tudásra vonatkozó állításokat nem rossznak, vagy hamisnak, hanem inkább nem tudottnak tarthatjuk.
A szemantikus web nyelvei, mint az OWL is a nyílt világ feltételezéssel élnek. A weben egy adott állítás hiánya elvben azt jelenti, hogy az állítást explicit módon még nem született meg, tekintet nélkül arra, hogy igaz vagy hamis lenne-e, továbbá tekintet nélkül arra, hogy igaznak vagy hamisnak hisszük (vagy hinnénk). Az állítás puszta hiányából a következtető érvelő lényegében nem tud arra következtetni (és nem is szabad arra következtetnie), hogy az állítás hamis.
Számos procedurális programnyelv és adatbázis zárt világot feltételez. Például ha egy tipikus légitársasági adatbázis nem tartalmaz egy adott székre foglalást, ez azt jelenti, hogy az utas még nem foglalta le azt. A zárt világot jellemzően akkor alkalmazzuk, amikor az információ felett a rendszernek teljes felügyelete van; ez áll fent számos adatbázis-alkalmazás esetében, ahol az adatbázis-tranzakciós rendszer központi brókeri és döntőbírói szerepet tölt be különféle egymástól független kliensek (pl. légitársasági jegyvásárlási ágensek) konkurens kérései felett. Létezik ugyanakkor számos nem teljes információs készlettel bíró adatbázis is: nem lehet azt feltételezni, hogy azért, mert a betegségtörténetben nem szerepel egy bizonyos fajta allergia, a beteg nem is szenved ettől az allergiától.
Példa
```
Állítás: "Mary" "francia" "állampolgár"
```

```
Kérdés: Paul francia állampolgár?
```

```
"Zárt világ" (például SQL) válasz: Nem.
"Nyílt világ" válasz: nem tudjuk.
```

Az OWA alatt egy tény le nem vezethetőségéből nem következik az ellentéte. Feltételezzük például, hogy csak azt tudjuk, hogy Mary francia állampolgár. Ebből az információból nem következtethetünk sem arra, hogy Paul nem francia állampolgár, sem arra, hogy az. Ilyenformán elismerjük, hogy a világról való tudásunk nem teljes. A nyílt világ feltételezése szorosan kapcsolódik az elsőrendű logika monolitikus természetéhez: új információk felvétele sohasem tesz érvénytelenné egy korábbi következtetést. Nevezetesen, ha a későbbiekben megtudjuk, hogy Paul szintén francia állampolgár, az nem változtat egyetlen korábbi pozitív vagy negatív következtetésünkön sem.
Az erős tagadással bíró logikai programok nyelve lehetővé teszi számunkra, hogy bizonyos predikátumokra a zárt világ feltételezését követeljük meg, míg más predikátumokat meghagyjunk a nyílt világ feltételezésének területén.

## Fordítás
- Ez a szócikk részben vagy egészben  az   Open World Assumption című angol Wikipédia-szócikk ezen változatának fordításán alapul.  Az eredeti cikk szerkesztőit annak laptörténete sorolja fel. Ez a jelzés csupán a megfogalmazás eredetét és a szerzői jogokat jelzi, nem szolgál a cikkben szereplő információk forrásmegjelöléseként.